# USS Southard (DD-207)
USS Southard (DD-207/DMS-10) là một tàu khu trục lớp Clemson được Hải quân Hoa Kỳ chế tạo vào cuối Chiến tranh Thế giới thứ nhất, trong Chiến tranh Thế giới thứ Hai được cải biến thành một tàu quét mìn cao tốc DMS-10 và phục vụ cho đến khi xung đột kết thúc. Nó là chiếc tàu chiến duy nhất của Hải quân Hoa Kỳ được đặt tên theo Bộ trưởng Hải quân Samuel L. Southard (1787–1842).

## Thiết kế và chế tạo
Southard được đặt lườn vào ngày 18 tháng 8 năm 1918 tại xưởng tàu của hãng William Cramp & Sons ở Philadelphia, Pennsylvania. Nó được hạ thủy vào ngày 31 tháng 3 năm 1919, được đỡ đầu bởi cô Francesca Lewis Steward; và được đưa ra hoạt động vào ngày 24 tháng 9 năm 1919 dưới quyền chỉ huy của Hạm trưởng, Trung tá Hải quân Richard Willson.

## Lịch sử hoạt động

### Giữa hai cuộc thế chiến
Vào đầu mùa Thu năm 1919, Southard hoàn tất việc trang bị và lên đường đi đến vùng bờ biển Florida để chạy thử máy. Sau đó nó đi đến New York để hợp cùng sáu tàu khu trục khác hộ tống cho chiếc tàu chiến-tuần dương Anh Renown ra khơi khi chiếc này đưa Thân vương xứ Wales Edward quay trở về nhà sau chuyến viếng thăm Hoa Kỳ. Vào ngày 19 tháng 11 năm 1919, nó rời Newport, Rhode Island để lên đường làm nhiệm vụ cùng lực lượng Hải quân Hoa Kỳ tại khu vực Đông Địa Trung Hải. Trong khoảng một năm, nó hoạt động trong biển Adriatic; rồi đi qua kênh đào Suez, và sau khi ghé qua các cảng tại Ai Cập, Arabia, Ấn Độ và Trung Quốc, đã đi đến Cavite, Philippines vào ngày 16 tháng 2 năm 1921. Nó được sửa chữa tại xưởng hải quân ở đây cho đến ngày 21 tháng 3, khi nó lại tiếp tục hoạt động. Vào ngày 27 tháng 8 năm 1922, nó lên đường quay trở về nhà, về đến San Francisco, California vào ngày 2 tháng 10. Từ đây nó tiếp tục đi đến San Diego, nơi nó được cho xuất biên chế vào ngày 7 tháng 2 năm 1922.
Sau gần tám năm nằm trong thành phần dự bị, Southard được cho nhập biên chế trở lại vào ngày 6 tháng 1 năm 1930, và hoạt động ngoài khơi bờ Tây Hoa Kỳ trong suốt năm 1930 và tại vùng kênh đào Panama trong những tháng đầu năm 1931. Trong chín năm tiếp theo, nó tiếp tục hoạt động tại khu vực Thái Bình Dương cùng Lực lượng Chiến trận, ngoại trừ lai lượt vào các năm 1934 và 1939, khi nó thực hiện các chuyến đi ngắn sang khu vực Đại Tây Dương. Đến năm 1940, nó được cải biến thành một tàu quét mìn cao tốc, vào ngày 19 tháng 10 được xếp lại lớp với ký hiệu lườn mới DMS-10.

### Thế Chiến II
Cho dù được đặt căn cứ tại Trân Châu Cảng, Southard đang ở ngoài khơi khi Hải quân Đế quốc Nhật Bản bất ngờ tấn công Trân Châu Cảng vào ngày 7 tháng 12 năm 1941. Hai ngày trước đó, nó rời căn cứ để tham gia một cuộc thực hành tại khu vực phụ cận đảo Johnston; nó quay về Oahu hai ngày sau cuộc tấn công và tiến hành tuần tra các cửa ngỏ tiếp cận Trân Châu Cảng cho đến ngày 23 tháng 1 năm 1942.

#### 1942
Sau khi hộ tống một đoàn tàu vận đi San Francisco và quay về, vào ngày 15 tháng 2, Southard tiếp nối nhiệm vụ tuần tra tại vùng biển Hawaii. Vào ngày 20 tháng 5, nó lại rời Trân Châu Cảng hộ tống một đoàn tàu khác đi về phía Đông. Chúng đến San Francisco vào ngày 31 tháng 5, và con tàu trải qua 10 ngày sửa chữa tại Xưởng hải quân Mare Island. Nó trở lại Trân Châu Cảng vào ngày 1 tháng 7, rồi lên đường chín ngày sau đó hướng đến khu vực Nam Thái Bình Dương. Sau các chặng dừng tại Samoa thuộc Anh và Samoa thuộc Mỹ, nó đi đến Tongatapu, Tonga vào ngày 22 tháng 7. Nó lên đường ba ngày sau đó, ghé qua đảo Efate thuộc quần đảo New Hebride, và đi đến Guadalcanal vào ngày 7 tháng 8. Nó tham gia cuộc bắn phá xuống đảo Florida mở màn cho trận Guadalcanal, rồi tham gia cùng lực lượng quét mìn cho nhiệm vụ càn quét phía Nam đảo Gavutu và trong eo biển Lengo. Vào ngày 8 tháng 8, khoảng 20 máy bay ném bom tầm cao đã tấn công các tàu vận chuyển, và nó đã thành công trong việc bắn rơi ít nhất một máy bay đối phương.
Khi các bãi đổ bộ tại Guadalcanal đã được củng cố, Southard tiếp nối nhiệm vụ nguy hiểm hộ tống các đoàn tàu vận tải từ New Caledonia và New Hebride đến quần đảo Solomon. Trong gần tám tháng, nó đi lại giữa Espiritu Santo, Efate, Nouméa, Tulagi, vịnh Purvis và Guadalcanal dưới áp lực không kích và nguy cơ tấn công bằng tàu ngầm của đối phương.
Sáng sớm ngày 10 tháng 11, đang lúc ở giữa San Cristobal và Guadalcanal trên đường đi đến vịnh Aola, Southard đụng độ với tàu ngầm Nhật I-172. Nó lập tức giảm tốc độ xuống còn 10 kn (19 km/h) và nổ súng. Chiếc tàu ngầm lặn xuống, và Southard tiến hành đợt tấn công đầu tiên bằng mìn sâu, nhưng rồi bị mất dấu đối phương. Tiếp xúc với đối phương chỉ được thiết lập lại sau ba giờ rưỡi, lúc 06 giờ 07 phút. Trong ba giờ tiếp theo sau, chiếc tàu quét mìn thực hiện năm lượt tấn công khác bằng mìn sâu; sau lượt tấn công cuối, vết dầu loang xuất hiện trên mặt biển. Ở khoảng cách 2.000 yd (1,8 km), chiếc tàu ngầm bất ngờ nhô lên phần tháp chỉ huy và lườn tàu phía trước, rồi mũi tàu nghiêng 10° và chìm nhanh xuống biển với đuôi chìm trước. Cho dù không thể tuyệt đối xác nhận chiến công, hầu như có thể tin rằng chiếc tàu ngầm đã bị đánh chìm.

#### 1943
Sau một giai đoạn nghỉ ngơi tự do Brisbane, Australia, tại cũng như trải qua sáu ngày trong ụ tàu ở Sydney, Southard quay trở lại nhiệm vụ tuần tra và hộ tống vào đầu tháng 1 năm 1943. Vào ngày 20 tháng 3, nó khởi hành từ Nouméa cùng với Hovey, Stringham và Sonoma để kéo chiếc Aulick. Đơn vị đặc nhiệm này ghé qua cảng Suva, Fiji vào ngày 25 tháng 3 và khởi hành vào ngày hôm sau để tiếp tục đi Pago Pago, Trân Châu Cảng và cuối cùng là San Francisco. Nó đi vào Xưởng hải quân Mare Island vào ngày 19 tháng 4 và ở lại đây cho đến ngày 8 tháng 6. Đến ngày 15 tháng 6, nó lại có mặt ở Trân Châu Cảng, và sau chín ngày lại lên đường hướng đến vùng Nam Thái Bình Dương, đi đến vịnh Dumbea, New Caledonia vào ngày 6 tháng 7 năm 1943.
Southard tiếp tục nhiệm vụ tuần tra và hộ tống vận tải để hỗ trợ cho chiến dịch Solomons, vốn giờ đây đã dịch chuyển lên phía Bắc. Vào ngày 30 tháng 10, nó tham gia một đoàn tàu vận tải ngoài khơi Tetere Point, Guadalcanal, và lên đường đi Bougainville. Đoàn tàu đi đến ngoài khơi mũi Torokina vào ngày hôm sau, và nó tham gia cùng các đơn vụ khác của hạm đội trong việc bắn phá Bougainville. Sau các hoạt động quét mìn trong vịnh Nữ hoàng Augusta, nó lên đường đi đảo Florida, tiến vào vịnh Purvis ngày 3 tháng 11. Bốn ngày sau, nó quay trở lại Bougainville để khảo sát các bãi đá ngầm dọc theo lối tiếp cận vịnh Nữ hoàng Augusta, rồi tiếp nối các cuộc tuần tra ngoài khơi Guadalcanal. Các cuộc tuần tra và hộ tống vận tải chiếm hết thời gian của Southard cho đến ngày 21 tháng 11, khi nó đi qua eo biển Lengo để đi Nouméa. Từ ngày 25 tháng 11 đến ngày 16 tháng 12, nó ở lại khu vực phụ cận New Caledonia, tham gia các cuộc thực tập và hộ tống tàu bè ra vào Nouméa. Đến ngày 17 tháng 12, nó đi vào cảng Suva cùng một đoàn tàu vận tải, và hai ngày sau lại lên đường đi Guadalcanal.

#### 1944
Sau khi quay lại khu vực Solomons, Southard tiếp nối nhiệm vụ thường lệ tuần tra và hộ tống tàu tiếp liệu. Vào ngày 22 tháng 1 năm 1944, đang trên đường đi từ đảo Florida đến Espiritu Santo, một tàu ngầm Nhật đã phóng ngư lôi vào chiếc Cache đang được Southard hộ tống, khiến chiếc tàu chở dầu bị hư hại. Southard đã hộ tống nó đi đến Espiritu Santo an toàn. Đến cuối tháng 2, nó viếng thăm Auckland, New Zealand, rồi quay trở về khu vực Solomons vào tháng 3, tiếp tục tuần tra ngoài khơi Guadalcanal, và tiến hành tập trận tại vùng quần đảo Russell. Hoạt động của nó mở rộng trong tháng 4 và tháng 5, bao gồm một phần quần đảo Bismarck khi nó bắt đầu hộ tống các đoàn tàu vận tải đi vịnh Borgen thuộc New Britain. Đến ngày 10 tháng 5, nó quay trở lại Espiritu Santo, và một tuần sau lại lên đường quay trở về Hoa Kỳ để đại tu. Nó được tiếp nhiên liệu tại Funafuti vào ngày 19 tháng 5, nghỉ ngơi và tiếp liệu tại Trân Châu Cảng trong các ngày 24 và 25 tháng 5, và về đến vịnh San Francisco vào ngày 31 tháng 5. Nó được sửa chữa tại Xưởng hải quân Mare Island ngay ngày hôm sau.
Southard khởi hành đi Trân Châu Cảng vào ngày 5 tháng 8, và đến nơi vào ngày 12 tháng 8, để rồi lại lên đường cùng sáu tàu sân bay hộ tống và năm chiếc kiểu tàu khu trục để hướng sang khu vực Solomons. Mười hai ngày sau, đội đặc nhiệm tiến vào vịnh Purvis, và nó khởi hành ngay ngày hôm sau để tham gia thực tập tại vùng quần đảo Russell. Đến ngày 4 tháng 9, nó gia nhập một lực lượng đặc nhiệm ngoài khơi Guadalcanal, và đi đến Palaus vào ngày 12 tháng 9, làm nhiệm vụ quét mìn ngoài khơi bờ biển Peleliu và Anguar. Đến ngày 24 tháng 9, nó được tiếp nhiên liệu và tiếp tế tại đảo Manus thuộc quần đảo Admiralty, rồi quay trở lại Palaus để làm nhiệm vụ tuần tra và hộ tống. Nó đi vào cảng Seeadler ngày 4 tháng 10 để chuẩn bị cho việc chiếm đóng Philippines ở Leyte.
Southard khởi hành từ Manus cùng với Lực lượng Tấn công Dinagat vào ngày 10 tháng 10, và đầu quét mìn vịnh Leyte từ ngày 18 tháng 10, tiếp tục trong ngày 19 tháng 10 trước khi thực hiện quét mìn khảo sát eo biển Surigao vào ngày 20 tháng 10. Đến ngày 24 tháng 10, nó tham gia lực lượng hộ tống cho Đội đặc nhiệm tàu sân bay 77.4 và làm nhiệm vụ bảo vệ cho đến ngày 26 tháng 10. Quay trở lại cảng Seeadler vào ngày 30 tháng 10, nó trải qua suốt tháng 11 và hầu hết tháng 12, trong việc thực tập huấn luyện tại Manus. Hai ngày trước lễ Giáng Sinh, nó gia nhập Đội đặc nhiệm 77.6 để hướng đi vịnh Leyte. Từ đây, đội đặc nhiệm tiếp tục đi đến Luzon cho việc chiếm đóng vịnh Lingayen.

#### 1945
Southard bắt đầu các hoạt động quét mìn tại Lingayen vào ngày 6 tháng 1 năm 1945. Xế chiều ngày hôm đó, nó bị máy bay cảm tử kamikaze tấn công, và một chiếc đã đâm vào con tàu phía sau các ống khói. Động cơ của chiếc máy bay ghim vào con tàu trong khi thân máy bay nảy tung bên mạn phải, xé tung một lỗ thủng rộng 6 ft (1,8 m) dọc sàn tàu. Chiếc tàu quét mìn lập tức tháo bỏ thiết bị quét mìn và rút lui để sửa chữa khẩn cấp. Trong vòng 14 giờ, nó quay trở lại hoạt động quét mìn, và tiếp tục nhiệm vụ này thêm năm ngày trước khi rời khu vực Lingayen. Nó quay trở lại vịnh San Pedro vào ngày 14 tháng 1 để được tiếp tục sửa chữa; và đến ngày 4 tháng 2 lại lên đường sang phía Đông về hướng Hawaii. Nó ghé qua Ulithi vào ngày 6 tháng 2 và Guam hai ngày sau đó, rời khu vực quần đảo Mariana vào ngày 13 tháng 2 để đi Trân Châu Cảng. Việc sửa chữa triệt để chỉ hoàn tất vào ngày 4 tháng 5, khi nó khởi hành từ vùng biển Hawaii. Nó ghé qua Eniwetok vào ngày 12 tháng 5, rồi cùng với Clinton và Buckingham tiếp tục đi đến quần đảo Mariana. Vào ngày 21 tháng 5, nó khởi hành từ Guam đi Saipan, và sau đó lên đường đi Okinawa.
Vào ngày nó đi đến ngoài khơi Nakagasuku Wan (còn gọi là vịnh Buckner) tại Okinawa, Southard suýt trở thành nạn nhân của một vụ tấn công tự sát khác khi một máy bay kamikaze đâm xuống biển phía trước mũi tàu 15 yd (14 m). Trong ba tháng tiếp theo, nó làm nhiệm vụ quét mìn, bảo vệ các tàu vận tải, chuyển thư tín đến các đơn vị hỗ trợ hỏa lực chung quanh Okinawa. Đến ngày 15 tháng 8 năm 1945, chiến sự giữa Hoa Kỳ và Đế quốc Nhật Bản chấm dứt, và con tàu tiếp tục ở lại vùng quần đảo Ryukyu cho đến hết tháng 8, được xem xét và khảo sát.
Đến ngày 15 tháng 9 năm 1945, nhóm khảo sát xác định con tàu cần được đưa về phía sau để được xem xét và sửa chữa kỹ càng hơn. Tuy nhiên, hai ngày sau đó, đang khi neo đậu vào lúc xảy ra cơn bão Ida, chân vịt của nó bị mắc vào một lưới chống tàu ngầm trôi dạt, và nó bị mắc cạn tại một rạn san hô nhọn ngoài khơi Tsuken Shima. Nó được kéo khỏi nơi mắc cạn, và chân vịt được các thợ lặn tháo gỡ vào ngày 18 tháng 9. Sau đó vào ngày 9 tháng 10, vẫn đang chờ đợi để được chuyển về phía sau, Southard lại bị đắm trên một dãi san hô khác ở khoảng 1.000 yd (910 m) về phía Tây Nam Tsuken Shima. Ngày hôm sau, toàn bộ thủy thủ đoàn ngoại trừ hạm trưởng và một nhóm nhỏ, được cho di tản. Chiếc tàu khu trục quét mìn được xem là một tổn thất toàn bộ, và nó được cho xuất biên chế vào ngày 5 tháng 12 năm 1945. Tên nó được cho rút khỏi danh sách Đăng bạ Hải quân vào ngày 8 tháng 1 năm 1946, và lườn tàu bị phá hủy sáu ngày sau đó.

## Phần thưởng
Southard được tặng thưởng mười Ngôi sao Chiến trận do thành tích phục vụ trong Thế Chiến II.